# SS-Oberst-Gruppenführer

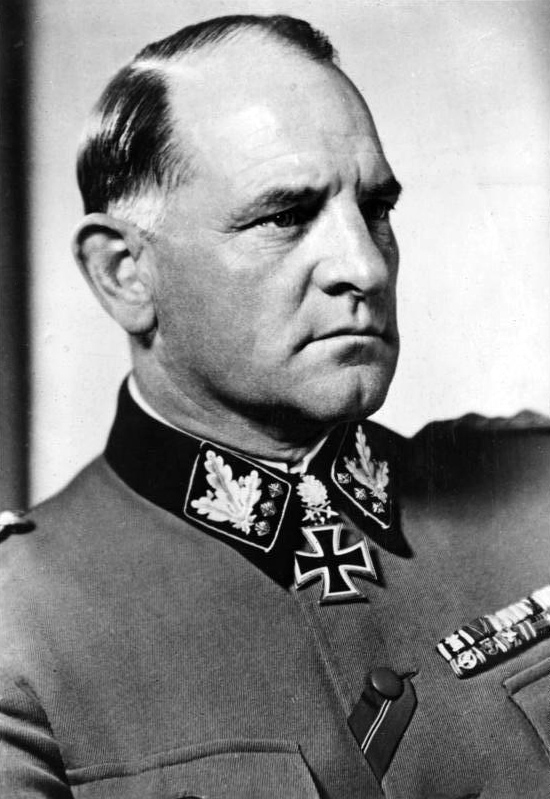
Sepp Dietrich im Rang eines SS-Oberst-Gruppenführers und Generaloberst der Waffen-SS

Der SS-Oberst-Gruppenführer (kurz Oberstgruf, Ansprache Oberst-Gruppenführer) war im Deutschen Reich von 1942 bis 1945 der höchste Generalsrang der Schutzstaffel (SS) unter dem Reichsführer SS, vergleichbar dem heutigen General. Um Verwechslungen mit dem um einen Stern niedrigeren SS-Rang Obergruppenführer auszuschließen, wurde im Juni 1942 die spezifische Schreibweise Oberst-Gruppenführer absichtlich gewählt. Der Dienstgrad wurde nur viermal verliehen.

## Einführung und Verleihung zwischen 1942 und 1944
Am 7. April 1942 genehmigte Adolf Hitler mit dem SS-Oberst-Gruppenführer die Einführung eines neuen SS-Dienstgrades, der vor allem für die Waffen-SS und Polizei gedacht war. Die erste Ernennung wurde auf den Führergeburtstag 20. April 1942 gelegt, wobei es sich hierbei um eine Rückdatierung handelte: Mit Wirkung vom 20. April 1942 erhielt Josef Dietrich als kommandierender Panzer-General der Waffen-SS den Dienstgrad verliehen. Ebenfalls erhielten mit Wirkung vom 20. April 1942 Franz Xaver Schwarz (Dienstgrad ehrenhalber für seine Verdienste als Schatzmeister der NSDAP und als Chef der Reichszeugmeisterei) sowie Kurt Daluege (als Chef der Ordnungspolizei) diese SS-Rangstufe und – damit verbunden – den Dienstgrad eines Generaloberst der Polizei verliehen. Daluege war darüber hinaus der einzige Polizeioffizier, der zum SS-Oberst-Gruppenführer und Generaloberst der Polizei ernannt wurde. Am 1. August 1944 wurde auch Paul Hausser als Oberbefehlshaber der 7. Armee in der Normandie zum SS-Oberst-Gruppenführer und Generaloberst der Waffen-SS befördert.
Die Kragenspiegel mit dem Rangabzeichen Oberst-Gruppenführer wurden an der feldgrauen Uniformjacke der Waffen-SS oder der grauen Feldbluse getragen bzw. im Falle von Daluege an der Uniformjacke der Polizei. Hingegen existieren keinerlei Bilddokumente mit diesen Insignien an der schwarzen SS-Uniform, die in der Zeit der Verleihungen dieses Dienstgrades bereits immer weniger getragen wurde.

## Besonderheiten und Anmerkungen
Ende 1944 schlug Heinrich Himmler Albert Speer ehrenhalber zum SS-Oberst-Gruppenführer vor. Speer lehnte mit der Begründung ab, Himmler nicht formell untergeben werden zu wollen.
Hermann Göring wurde, ebenso wie Hans-Adolf Prützmann, Anfang 1945 für eine Ernennung vorgeschlagen. Göring fiel kurze Zeit später bei Hitler in Ungnade und bei Prützmann kam das Kriegsende einer Ernennung zuvor.
Der Generalsrang Oberst-Gruppenführer fand nach 1945 teilweise in der Literatur Verwendung, so beispielsweise in Robert Harris’ Roman Vaterland. In dieser Novelle, in der Deutschland in einer Alternativweltgeschichte den Zweiten Weltkrieg gewonnen hat, tritt Arthur Nebe als SS-Oberst-Gruppenführer und Chef der Kriminalpolizei in Erscheinung. Zudem taucht die Bezeichnung auch in der ebenfalls in einer ähnlichen alternativen Welt spielenden Serie The Man In the High Castle auf.

## Liste der SS-Oberst-Gruppenführer
Die nachstehende Tabelle enthält alle vier Personen, die zum SS-Oberst-Gruppenführer befördert oder ernannt wurden.
| Name                | Dienststellung                                                                       | Rangbezeichnung                                                | SS‐ Nummer | SS‐ Eintritt       | NSDAP‐ Nummer |
| ------------------- | ------------------------------------------------------------------------------------ | -------------------------------------------------------------- | ---------- | ------------------ | ------------- |
| Franz Xaver Schwarz | Schatzmeister der NSDAP                                                              | SS-Oberst-Gruppenführer der Allgemeinen SS                     | 38.500     | 16. September 1931 | 6             |
| Josef Dietrich      | Befehlshaber 6. Panzerarmee, Kommandeur Leibstandarte SS Adolf Hitler                | SS-Oberst-Gruppenführer und Panzer-Generaloberst der Waffen-SS | 1.177      | 5. Mai 1928        | 89.015        |
| Kurt Daluege        | Chef der Ordnungspolizei und stellvertretender Reichsprotektor von Böhmen und Mähren | SS-Oberst-Gruppenführer und Generaloberst der Polizei          | 1.119      | 25. Juli 1930      | 31.981        |
| Paul Hausser        | Befehlshaber II. SS-Panzerkorps und Heeresgruppe G                                   | SS-Oberst-Gruppenführer und Generaloberst der Waffen-SS        | 239.795    | 15. November 1934  | 4.158.779     |

## Rangfolge und Insignien
Dieser SS-Rang entsprach dem damaligen Generaloberst der Wehrmacht. Die Unterlage der Schulterstücke war in der für alle Generalsränge der Waffen-SS üblichen Waffenfarbe „Silber-Grau“ gehalten.
| Dienstgrad                      |                                      |                        |
| niedriger: SS-Obergruppenführer | SS-Oberst-Gruppenführer (Oberstgruf) | höher: Reichsführer SS |

Bei den Abbildungen werden die Rangabzeichen oder Dienstgradabzeichen gezeigt, die als Schulterstücke und Kragenspiegel, aber auch als Ärmelabzeichen ab 1942 für Tarn- oder Spezialanzüge, getragen wurden. Die spiegelgleichen Kragenspiegel mit dem Rangabzeichen wurden an der feldgrauen Uniformjacke der Waffen-SS oder der grauen Feldbluse getragen.